# Liste des préfets du Tarn
Liste des préfets et sous-préfets du département du Tarn depuis la création du poste de préfet en 1800 (la création des départements remonte à 1790). Le siège de la préfecture est à Albi.

## ConsulatetPremier Empire
| Période         | Période         | Identité                                         | Fonction précédente | Observation |
| --------------- | --------------- | ------------------------------------------------ | --- | --- |
| 2 mars 1800     | 2 novembre 1801 | François Lamarque                                | Avocat au Parlement de Paris Juge au tribunal criminel de Périgueux (1790) Député de la Dordogne à l'Assemblée Législative (1791-1792) Député de la Dordogne à la Convention nationale Membre du Conseil des Cinq-Cents | Nommé substitut près la cour de justice criminelle de la Seine, il entre ensuite à la Cour de cassation               |
| 2 novembre 1801 | 19 avril 1804   | Marie Just Antoine de La Rivoire de La Tourrette | Colonel du régiment Ile-de-France-Infanterie, Député des États de Languedoc (1781), Sous-préfet de Tournon (1800) | Nommé Préfet du Puy-de-Dôme (1804-1806) Préfet de Gênes (1806-1809) Retraite de Maréchal de camp sous la Restauration |
| 19 avril 1804   | 24 mars 1809    | Alexandre Gaspard Gary                           | Membre du Tribunat | Nommé préfet de la Gironde Sera nommé par Louis XVIII procureur général près la cour royale de Toulouse               |
| 13 avril 1809   | 10 juin 1814    | Pierre Joseph Marie Baude                        | Docteur en droit de l'université de Valence (1783), Substitut du procureur général près le Conseil supérieur de Corse (1784), Membre du Directoire de la Drôme (1794), Administrateur du département de la Drôme (1794-1797), Agent-en-chef des finances pendant la campagne d'Égypte, Président du Comité des finances d'Égypte, Sous-préfet de Tournon (Ardèche) (2 novembre 1801) | Préfet de l'Ain aux Cent-Jours                                                                                        |

## Première Restauration
| Période      | Période      | Identité                                                  | Fonction précédente     | Observation |
| ------------ | ------------ | --------------------------------------------------------- | ----------------------- | --- |
| 10 juin 1814 | 6 avril 1815 | Stanislas Catherine Alexis de Blocquel de Croix de Wismes | Sous-préfet de Soissons | Préfet de Maine-et-Loire (Seconde Restauration) Préfet de la Haute-Vienne (23 juin 1827) Préfet de l'Aube (1er septembre 1824) Préfet de la Côte-d'Or (1829-1830) |

## Cent-Jours
| Période      | Période      | Identité                                       | Fonction précédente                                                                                      | Observation                                                   |
| ------------ | ------------ | ---------------------------------------------- | --- | ------------------------------------------------------------- |
| 6 avril 1815 | juillet 1815 | Alexandre François Bruneteau de Sainte Suzanne | député du Doubs au Corps législatif Conseiller d'État Préfet de l'Ardèche Préfet de la Sarre (1803-1810) | Révoqué, détenu en 1815. Sera Préfet de l'Aisne (14 mai 1831) |

## Seconde Restauration(juin 1815-1830)
| Période         | Période         | Identité                        | Fonction précédente     | Observation                                                        |
| --------------- | --------------- | ------------------------------- | ----------------------- | ------------------------------------------------------------------ |
| 12 juillet 1815 | 24 février 1819 | Baron Joseph-Léonard Decazes    | Sous-préfet de Castres  | (1repériode). Auditeur au Conseil d'Etat. Nommé préfet du Bas-Rhin |
| 18 mars 1819    | 19 juillet 1820 | Joseph Jérôme Hilaire Angellier | Sous-préfet de Libourne | Nommé préfet de l'Aude                                             |
| 19 juillet 1820 | 28 août 1830    | Baron Joseph-Léonard Decazes    | Préfet du Bas-Rhin      | (2e période). Passe à la retraite et devient député du Tarn.       |

## Monarchie de Juillet (1830-1848)
| Période          | Période          | Identité                                                         | Fonction précédente                                                              | Observation                                      |
| ---------------- | ---------------- | ---------------------------------------------------------------- | -------------------------------------------------------------------------------- | ------------------------------------------------ |
| 28 août 1830     | 22 janvier 1831  | Jean François Léon Saladin                                       | Chef de division au ministère de l'intérieur                                     | Nommé préfet de Saône-et-Loire                   |
| 22 janvier 1831  | 10 décembre 1832 | Georges Christophe Victoire Combe-Sieyès                         | A été préfet des Basses-Pyrénées aux Cent-Jours en 1815. Exil volontaire en 1816 | Nommé préfet de l'Aube                           |
| 10 décembre 1832 | 12 novembre 1835 | Henry Léonce Vallet de Villeneuve                                | Sous-préfet de Fontainebleau                                                     | Nommé préfet de l'Indre                          |
| 12 novembre 1835 | 20 octobre 1838  | Guillaume Alexandre Lionel Crèvecœur dit Saint John de Crèvecœur | Sous-préfet de Romorantin                                                        | Nommé préfet de l'Oise                           |
| 20 octobre 1838  | 23 novembre 1841 | Jules Marie Narjot                                               | Sous-préfet de Jonzac                                                            | Nommé préfet de la Somme                         |
| 23 novembre 1841 | 11 janvier 1847  | Jean Joseph Lafon de Cayx                                        | Sous-préfet de Castres                                                           | Passe à la retraite. Sera en 1852 député du Lot. |
| 4 janvier 1847   | 1er mars 1848    | Pierre Adolphe Pardeilhan-Mézin                                  | Secrétaire général de la Haute-Garonne                                           | Passe à la retraite                              |

## Deuxième République
| Période         | Période         | Identité                                               | Fonction précédente                                        | Observation |
| --------------- | --------------- | ------------------------------------------------------ | ---------------------------------------------------------- | --- |
| 2 mars 1848     | mars 1848       | Charles-François-Armand de Bancalis de Maurel d'Aragon | Député du Tarn                                             | Commissaire du Gouvernement, révoqué avant 11 mars 1848. Représentant de Tarn, le 23 avril 1848, mort le 15 septembre 1848.         |
| 8 mars 1848     | 10 mai 1848     | Jacques François Claire Henry Joly                     | Commissaire du gouvernement du Gers                        | Commissaire général de la Haute-Garonne, du Gers, de Lot-et-Garonne, du Tarn et de Tarn-et-Garonne.                                 |
| 14 mars 1848    | 2 juin 1848     | Jean Auguste Bauguel                                   | Membre de la commission départementale de la Haute-Garonne | Commissaire du Gouvernement. Nommé préfet de l'Ariège                                                                               |
| 3 avril 1848    | avril 1848      | Auguste Delmas                                         |                                                            | Commissaire du Gouvernement provisoire. Nommé Commissaire du gouvernement de Tarn-et-Garonne                                        |
| 8 mai 1848      | 18 juin 1848    | Théodore Laroche                                       | Commissaire du gouvernement de Tarn-et-Garonne             | Commissaire général de la Haute-Garonne, du Gers, de Lot-et-Garonne, du Tarn et de Tarn-et-Garonne. Nommé Préfet de Tarn-et-Garonne |
| 2 juin 1848     | 4 janvier 1849  | Henri Jean Rivail                                      | Commissaire du gouvernement de Loir-et-Cher                | |
| 24 janvier 1849 | 18 janvier 1850 | François Auguste Sébire                                |                                                            | Sera en 1851 conseiller de préfecture de la Seine                                                                                   |
| 18 janvier 1850 | 7 mars 1851     | Charles-François(-Célestin)-Joseph Bart                | Préfet des Hautes-Pyrénées                                 | Passe à la retraite |

## Second Empire
| Période          | Période          | Identité                                        | Fonction précédente          | Observation                       |
| ---------------- | ---------------- | ----------------------------------------------- | ---------------------------- | --------------------------------- |
| 7 mars 1851      | 4 mars 1853      | Auguste Louis de Taillefer                      | Préfet des Hautes-Pyrénées   | Passe à la retraite               |
| 4 mars 1853      | 6 janvier 1855   | Alexis Félix Montoix                            | Sous-préfet de Béziers       | Nommé préfet d'Eure-et-Loir       |
| 14 janvier 1855  | 29 avril 1861    | Bernard Remacle                                 | Député des Bouches-du-Rhône  | Passe à la retraite               |
| 29 avril 1861    | 11 mars 1864     | Arthur Tourangin                                | Préfet de la Lozère          | Nommé préfet de la Vienne         |
| 11 mars 1864     | 29 décembre 1866 | Alexis Stanislas Dieudonné de Levezou de Vesins | Préfet des Vosges            | Nommé préfet de Seine-et-Marne    |
| 29 décembre 1866 | 25 novembre 1868 | Antoine Nicolas Gustave Tézenas                 | Sous-préfet de Roanne        | Nommé préfet de la Lozère         |
| 25 novembre 1868 | 31 janvier 1870  | Charles Louis Constant Menche de Loisne         | Préfet de la Lozère          | Nommé Gouverneur de la Martinique |
| 31 janvier 1870  | 6 septembre 1870 | Louis Guillaume Ernest Locré de Saint-Julien    | Sous-préfet de Saint-Quentin | Passe à la retraite               |

## Troisième République
| Période           | Période          | Identité                                        | Fonction précédente                                                                                  | Observation |
| ----------------- | ---------------- | ----------------------------------------------- | --- | --- |
| 6 septembre 1870  | 15 mars 1871     | Frédéric Thomas                                 | Avocat et littérateur, président de la société des gens de lettres et chroniqueur judiciaire         | Candidat député non élu, il devient Conseiller général de Castres Sera député du Tarn en 1881 |
| 9 avril 1871      | 24 janvier 1872  | Jean Emile Laurent                              | Secrétaire général de l'Yonne                                                                        | Nommé Préfet de la Dordogne |
| 25 janvier 1872   | 26 mai 1873      | Paul Lauras                                     | Préfet de Lot-et-Garonne                                                                             | Nommé préfet du Cher |
| 26 mai 1873       | 16 décembre 1874 | Comte Alfred François Amédée de Masin           | Sous-préfet de Cambrai                                                                               | Nommé préfet de la Haute-Marne |
| 16 décembre 1874  | 15 octobre 1875  | Gustave Degrond                                 | Préfet de la Haute-Marne                                                                             | Nommé préfet de Saône-et-Loire |
| 15 octobre 1875   | 12 mars 1876     | Georges Alfred Gizolme                          | Préfet des Pyrénées-Orientales                                                                       | Nommé préfet du Gard |
| 12 mars 1876      | 13 avril 1876    | Gustave Marie Joseph Servois                    | Préfet de l'Aube                                                                                     | Nommé préfet de la Sarthe |
| 13 avril 1876     | 18 décembre 1877 | Marie Paul Esterhazy                            | Préfet de l'Ain                                                                                      | Nommé inspecteur général de la compagnie des assurances générales |
| 18 décembre 1877  | 12 janvier 1880  | Henri Louis Fabret de Tuite                     | Préfet de la Corrèze                                                                                 | Nommé Conseiller de préfecture de la Seine |
| 12 janvier 1880   | 28 février 1882  | Antoine Alexis Galtie                           | Sous-préfet de Bayeux                                                                                | Nommé préfet de l'Hérault |
| 28 février 1882   | 8 novembre 1882  | Jean Louis Alfred Marechal, dit Marechal Lebrun | Préfet des Landes                                                                                    | Nommé préfet de Loir-et-Cher |
| 8 novembre 1882   | 19 octobre 1883  | Léon Bourgeois                                  | Sous-préfet de Reims                                                                                 | Secrétaire général de la Seine |
| 21 octobre 1883   | 3 avril 1884     | Victor Michel Adolphe Sénécal                   | Sous-préfet de Saint-Quentin                                                                         | En disponibilité |
| 3 avril 1884      | non installé     | Victor Elie Louis                               | Préfet des Basses-Alpes                                                                              | En disponibilité |
| 10 avril 1884     | 10 janvier 1888  | Jean-Baptiste Prosper Édouard Landard           | Sous-préfet de Reims                                                                                 | Nommé préfet de Saône-et-Loire |
| 10 janvier 1888   | 12 février 1890  | Alpinien Bertrand Juste Pabot-Chatelard         | Sous-préfet du Havre                                                                                 | Nommé préfet de la Creuse |
| 12 février 1890   | 17 novembre 1890 | Oscar Tardy                                     | Préfet des Basses-Alpes                                                                              | Mort en fonction |
| 9 janvier 1891    | 4 mars 1892      | Émile Marie Laurent                             | Secrétaire général de Seine-et-Oise                                                                  | Nommé secrétaire général de la préfecture de police |
| 26 mars 1892      | 22 avril 1993    | Stéphanus Albert Jossier                        | Préfet de la Lozère                                                                                  | Nommé préfet des Hautes-Pyrénées |
| 22 avril 1893     | 7 janvier 1894   | Joseph Hippolyte Brû d’Esquille                 | Secrétaire général des Bouches-du-Rhône                                                              | Nommé préfet des Hautes-Alpes |
| 7 janvier 1894    | 14 décembre 1895 | Pierre Ernest Doux                              | Préfet des Hautes-Alpes                                                                              | Nommé préfet de la Corrèze |
| 14 décembre 1895  | 23 mai 1896      | Camille Jean Planacassagne                      | Préfet de la Corrèze                                                                                 | Devient receveur particulier des finances à Cambrai |
| 23 mai 1896       | 15 juillet 1898  | Émile Alapetite                                 | Secrétaire général des Bouches-du-Rhône                                                              | Nommé préfet de la Creuse |
| 16 juillet 1898   | 31 mars 1899     | Robert Frédéric Godefroy                        | Commissaire du gouvernement près le conseil de préfecture de la Seine                                | Nommé préfet de l'Yonne |
| 31 mars 1899      | 21 février 1900  | Félix Joseph Martin-Feuillée                    | Sous-préfet de Sedan                                                                                 | Nommé préfet des Ardennes |
| 21 janvier 1900   | 12 mai 1905      | Ferdinand Phelut                                | Sous-préfet d'Autun                                                                                  | Nommé préfet de la Corse |
| 12 mai 1905       | 10 juin 1909     | Marie Joseph Giraud                             | Secrétaire général de la Haute-Garonne                                                               | Nommé préfet du Finistère |
| 10 juin 1909      | 3 octobre 1910   | Jules Brisac                                    | Sous-préfet de Dunkerque                                                                             | Nommé préfet de Loir-et-Cher |
| 3 octobre 1910    | 20 octobre 1911  | Edmond Fabre                                    | Préfet de la Corse                                                                                   | Nommé préfet de la Charente |
| 20 octobre 1911   | 16 juillet 1912  | Gaston Bordenave                                | Préfet des Basses-Alpes                                                                              | Devient receveur particulier des finances à Valenciennes |
| 16 juillet 1912   | 6 septembre 1912 | Louis Méjan                                     | A été Chargé de la direction des services dépendant de la liquidation de l'administration des cultes | Nommé directeur de l'imprimerie nationale |
| 28 septembre 1912 | 10 mai 1913      | Marcel Maupoil                                  | Sous-préfet de Meaux                                                                                 | Nommé préfet de Loir-et-Cher |
| 10 mai 1913       | 7 avril 1917     | Paul Bouju                                      | Sous-préfet de Béziers                                                                               | Nommé préfet des Côtes-du-Nord |
| 7 avril 1917      | 7 décembre 1917  | Etienne Coyne                                   | Préfet de la Haute-Saône                                                                             | Nommé Conseiller de préfecture de la Seine |
| 15 décembre 1917  | 2 mai 1918       | Paul Bacou                                      | Chef adjoint du Cabinet du résident général au Maroc Hubert Lyautey                                  | En mission, maintenu aux armées, attaché militaire près l'ambassade de France à Berne pour le contrôle et la coordination des services de renseignement (Pierre André Paul Magre préfet par intérim) Nommé préfet du Var |
| 2 mai 1918        | 4 juin 1921      | Pierre André Paul Magre                         | Sous-Préfet de Briey. Préfet du Tarn par intérim pour Paul Bacou                                     | Nommé préfet des Vosges |
| 4 juin 1921       | non installé     | Paul Magny                                      | Sénateur de la Seine (gauche démocratique radicale et radicale-socialiste)                           | Il reste senateur |
| 15 juin 1921      | 4 février 1926   | Louis Gustave Joseph Mathieu                    | Sous-préfet d'Alès                                                                                   | Nommé préfet de Maine-et-Loire |
| 4 février 1926    | 11 avril 1926    | Louis Marie Eugène Simoneau                     | Préfet du Cantal                                                                                     | Devient préfet honoraire |
| 11 avril 1926     | non installé     | Pierre Alphonse Julien                          | | Non installé. En disponibilité. |
| 11 avril 1926     | 23 décembre 1932 | Jean Raymond Fourcade                           | Sous-préfet de Castres                                                                               | Nommé préfet de Maine-et-Loire |
| 23 décembre 1932  | 26 décembre 1935 | Pierre Cassagneau                               | Préfet des Landes                                                                                    | Nommé préfet de l'Hérault |
| 17 janvier 1936   | non installé     | François Xavier de Bernardi                     | Sous-préfet de Briey                                                                                 | Non installé ; à la disposition du gouverneur général de l'Algérie |
| 17 janvier 1936   | 6 juin 1939      | Amédée Ducombeau                                | Secrétaire général de la Haute-Garonne                                                               | Nommé préfet de la Haute-Vienne |
| 6 juin 1939       | 1er avril 1940   | Robert Bizardel                                 | Préfet de la Lozère                                                                                  | En disponibilité ; appelé aux armées |

## Régime de Vichy
| Période          | Période          | Identité                    | Fonction précédente                                                | Observation                                                                      |
| ---------------- | ---------------- | --------------------------- | ------------------------------------------------------------------ | -------------------------------------------------------------------------------- |
| 15 mai 1940      | 2 novembre 1940  | Jean-Marie-Joseph Chaigneau | Préfet des Basses-Alpes                                            | Nommé préfet d'Indre-et-Loire                                                    |
| 2 novembre 1940  | 14 novembre 1941 | Pierre Renouard             | Directeur du cabinet du ministre d'État Louis Marin                | Nommé préfet des Basses-Alpes                                                    |
| 14 novembre 1941 | 4 mars 1943      | Georges Darbou              | Sous-préfet de Béziers                                             | Nommé préfet de Vaucluse.                                                        |
| 4 mars 1943      | 15 juin 1944     | Edouard Kuntz               | Sous-préfet de Roanne                                              | Arrêté par les Allemands. En disponibilité exceptionnelle. Sera préfet honoraire |
| 11 juillet 1944  | 17 novembre 1944 | André Chassaigne            | Secrétaire général de l'Hérault, puis préfet délégué à Montpellier | (préfet du gouvernement de Vichy). Sera préfet honoraire                         |

## GPRF et Quatrième République
| Période          | Période          | Identité             | Fonction précédente | Observation                                                             |
| ---------------- | ---------------- | -------------------- | --- | ----------------------------------------------------------------------- |
| août 1944        | 4 janvier 1946   | Léon Solomiac        | Gouverneur général p.i. l'Afrique-Équatoriale française. Retraite d'office en 1940; contacts avec la résistance après sa mise à la retraite | (préfet délégué, puis préfet à la Libération). Devient préfet honoraire |
| 4 janvier 1946   | 1er octobre 1948 | Edmond Cornu         | Préfet de l'Eure | Nommé Inspecteur général de l'administration à Alger                    |
| 1er octobre 1948 | 13 décembre 1950 | Max Moulins          | Préfet à la disposition du préfet d'Ille-et-Vilaine                                                                                         | Nommé préfet des Deux-Sèvres                                            |
| 13 décembre 1950 | 10 juillet 1954  | Jean Charles Rouliès | Sous-préfet de Lorient | Nommé préfet de la Haute-Loire                                          |
| 10 juillet 1954  | 28 février       | Lucien Carcasses     | Préfet de la Haute-Loire | Détaché à la disposition du ministre des affaires étrangères            |

## Cinquième République
| Période            | Période           | Identité                 | Fonction précédente                                                                                     | Observation |
| ------------------ | ----------------- | ------------------------ | --- | --- |
| 28 février 1958    | 31 juillet 1959   | Maurice Doublet          | Directeur de cabinet du Secrétaire d'État chargé des affaires algériennes Marcel Champeix               | Nommé Conseiller technique au cabinet du ministre Pierre Chatenet                                                                               |
| 31 juillet 1959    | 2 mai 1966        | Pierre Malvy             | Préfet de la Meuse                                                                                      | Nommé directeur des centres d'instruction de la protection civile                                                                               |
| 2 mai 1966         | 5 décembre 1969   | André Dupuy              | Préfet des Landes                                                                                       | Passe à la retraite |
| 5 décembre 1969    | 4 août 1972       | Bernard Couzier          | Sous-préfet de Saint-Nazaire                                                                            | Nommé Directeur de cabinet du ministre de l'éducation nationale Joseph Fontanet                                                                 |
| 10 août 1972       | 23 décembre 1974  | Jean Riolacci            | Sous-directeur à l'administration centrale                                                              | Nommé préfet de la Seine-Saint-Denis |
| 12 février 1975    | 7 janvier 1980    | Jean Menguy              | Conseiller technique à la délégation à l'aménagement du territoire et à l'action régionale              | Nommé Président-directeur-général de la société d'économie mixte d'aménagement et de gestion du marché d'intérêt national de Paris-Rungis       |
| 17 décembre 1979   | 16 juillet 1981   | Jean Louis Chaussende    | Conseiller technique                                                                                    | Nommé préfet de la Haute-Marne |
| 16 juillet 1981    | 13 octobre 1982   | Joël Thoraval            | Préfet de la Haute-Loire                                                                                | Directeur des personnels et des affaires politiques et de l'administration territoriale                                                         |
| 28 octobre 1982    | 17 octobre 1983   | Paul Jean                | Préfet des Landes                                                                                       | Nommé Trésorier-payeur général du Gers |
| 17 octobre 1983    | 31 juillet 1985   | Jacques Palazy           | préfet des Hautes-Pyrénées                                                                              | Nommé préfet de la Drôme |
| 31 juillet 1985    | 30 septembre 1987 | Jean Marie Diemer        | Préfet de Tarn-et-Garonne                                                                               | Nommé préfet hors cadre |
| 1er octobre 1987   | 3 janvier 1990    | Gérard Lefèbvre          | Préfet de la Drôme                                                                                      | Nommé préfet hors cadre, en congé spécial |
| 4 janvier 1990     | 8 décembre 1993   | Jean Thieblemont         | Préfet, adjoint pour la sécurité auprès des préfets de la Corse-du-Sud et de la Haute-Corse             | en congé spécial |
| 15 décembre 1993   | 16 décembre 1998  | Alain Rondepierre        | Préfet de l'Indre                                                                                       | Nommé préfet de l'Isère |
| 16 décembre 1998   | 28 novembre 2001  | Michel Jau               | Conseiller du président de la SNCF pour les affaires régionales et européennes                          | Nommé préfet de l'Oise |
| 28 novembre 2001   | 28 avril 2004     | Christian Sapède         | Préfet de la Haute-Corse                                                                                | Nommé préfet de la Savoie |
| 28 avril 2004      | 31 janvier 2007   | François-Xavier Ceccaldi | Préfet de la Corrèze                                                                                    | Nommé préfet de la Drôme |
| 31 janvier 2007    | 6 juillet 2009    | François Philizot        | Préfet de l'Indre                                                                                       | Nommé préfet du Morbihan |
| 6 juillet 2009     | 22 octobre 2011   | Marcelle Pierrot         | Préfète du Lot                                                                                          | Nommé préfète des Vosges |
| 22 octobre 2011    | 5 juin 2012       | Jean-Marc Falcone        | Directeur de la prospective et de la planification de la sécurité nationale au ministère de l'intérieur | Nommé conseiller pour les affaires intérieures et les outre-mer auprès du Premier ministre Jean-Marc Ayrault                                    |
| 6 juin 2012        | 31 juillet 2014   | Josiane Chevalier        | Secrétaire générale de la préfecture du Rhône                                                           | Nommé préfète des Pyrénées-Orientales |
| 1er septembre 2014 | 22 août 2016      | Thierry Gentilhomme      | chargé du développement durable au ministère de l'Intérieur                                             | Nommé membre au conseil supérieur de l’appui territorial et de l’évaluation                                                                     |
| 22 août 2016       | 15 janvier 2020   | Jean-Michel Mougard      | Préfet de la Meuse                                                                                      | Sera appelé à de nouvelles fonctions |
| 15 janvier 2020    | 13 février 2022   | Catherine Ferrier (d)    | Préfète du Cher                                                                                         | Inspectrice Générale de l'Administration |
| 14 février 2022    | 13 septembre 2023 | François-Xavier Lauch    | Directeur de cabinet adjoint du Ministre de l'Intérieur                                                 | nommé préfet de l'Hérault |
| 20 septembre 2023  | 22 juillet 2024   | Michel Vilbois           | préfet de la Haute-Saône                                                                                | Démis de ses fonctions suite à des signalements mettant en cause un management brutal et un audit de l’inspection générale de l’administration, |
| 1er octobre 2024   | En cours          | Laurent Buchaillat       | préfet du Cantal                                                                                        | |